# Bilibo

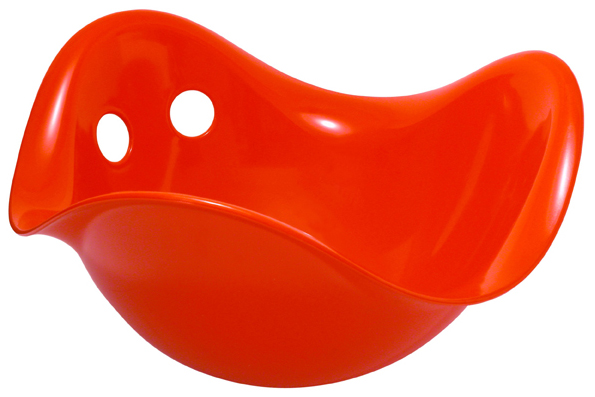
Bilibo in rot

Bilibo ist ein Spielobjekt, das alleine oder in Gesellschaft bespielt werden kann. Hergestellt und weltweit vertrieben wird Bilibo seit 2012 von der Firma Moluk GmbH, die ihren Sitz in der Schweiz in Zürich hat.

## Beschaffenheit
Bilibo wurde im Jahre 2001 vom Schweizer Designer Alex Hochstrasser entwickelt. Es handelt sich um eine Schale aus schlagfestem Kunststoff, die in sechs verschiedenen Farben hergestellt wird und vielfältige Spielmöglichkeiten für Kinder ab 2 Jahren bietet. Die Form wurde so gestaltet, dass Kinder verschiedenen Alters darin sitzen und dabei ihre Bewegungen kontrollieren können, indem sie Hände und Füße außen absetzen.

## Verwendung
Je nach Entwicklungsstand und Interessen der Kinder wird Bilibo als Requisit für Rollen- und Symbolspiele gebraucht, mit Gegenständen, Sand oder Wasser gefüllt und wieder entleert oder aufgetürmt. Wenn Kinder auf der Schale balancieren, schaukeln oder sich drehen, werden die Motorik und der Gleichgewichtssinn geschult.

## Auszeichnungen
Auszeichnungen für das Bilibo (Auswahl):
- US Preschool Toy of the Year 2010
- ITSA Best Product, Gold Award, Australia 2008
- Toy of the Year - UK Good Toy Awards 2006
- Deutscher Lernspielpreis, Auswahlliste 2003
- Spiel gut - Arbeitsausschuss Kinderspiel 2002
- Swiss Product Design Award 2002
- Design Preis Schweiz 2001